# 安德伍德 (印第安納州)
安德伍德（英語：Underwood）是位於美國印第安納州克拉克縣的一個非建制地區。該地的面積和人口皆未知。

## 地理
安德伍德的座標為38°36′13″N 85°46′28″W / 38.60361°N 85.77444°W，而該地的平均海拔高度為190米（即623英尺）。